# Le Claon
Le Claon é uma comuna francesa na região administrativa de Grande Leste, no departamento de Meuse. Estende-se por uma área de 7,32 km². Em 2010 a comuna tinha 59 habitantes (densidade: 8,1 hab./km²).